# Oberto, Conte di San Bonifacio
Oberto, Conte di San Bonifacio (Oberto, Conde de São Bonifácio) é uma ópera em dois atos do compositor italiano Giuseppe Verdi, com um libretto em italiano de Temistocle Solera, baseado em um extinto libretto de Antonio Piazza, provavelmente chamado Rocester ou Lord Hamilton.
Foi a primeira ópera de Verdi, escrita em um período de quatro anos e apresentada pela primeira vez no Teatro alla Scala, Milão, dia 17 de novembro de 1839. Com o rápido sucesso da ópera, o empresário do teatro La Scala, Barolomeo Merelli requisitou mais duas óperas ao jovem compositor.

## Performances Recentes
A ópera, atualmente, é raramente interpretada. A première britânica não aconteceu até 8 de abril de 1965, quando teve sua apresentação em forma de concerto, no St Pancras Town Hall. A primeira produção aconteceu somente em 17 de fevereiro de 1982 no Bloomsbury Theatre em Londres. A première americana aconteceu somente em 18 de fevereiro de 1978 no Amato Theatre de Nova Iorque e a Ópera de San Diego produziu a ópera em março de 1985.
A Ópera do Norte apresentou Oberto durante suas temporadas de 1994 e 1995, com John Tomlison dirigindo e cantando o papel-título. O Royal Opera House, Covent Garden, apresentou uma performance em forma de concerto em junho de 1997 com Denyce Graves como Cuniza. Três outras companhias de ópera planejaram apresentar a ópera antes do bicentenário do nascimento de Verdi, que aconteceu em 2013.

## Papéis
| Role                               | Voice type    | Elenco Estreia, 17 de novembro de 1839 (Maestro: - Eugenio Cavallini) |
| ---------------------------------- | ------------- | --------------------------------------------------------------------- |
| Oberto, Conde de São Bonifácio     | baixo         | Ignazio Marini                                                        |
| Leonora, sua filha                 | soprano       | Antonietta Marini-Rainieri                                            |
| Cuniza, irmã de Ezzelino da Romano | mezzo-soprano | Mary Shaw                                                             |
| Imelda, Confidente de Cuniza       | mezzo-soprano | Marietta Sacchi                                                       |
| Riccardo, Conde de Salinguerra     | tenor         | Lorenzo Salvi                                                         |
| Senhores, senhoras e dançarinos    |               |                                                                       |